# Сомез, Клод де
Клод де Соме́з (фр. Claude de Saumaise), также Клавдий Сальмазий (лат. Claudius Salmasius; 5 апреля 1588, Семюр-ан-Осуа — 3 сентября 1653, Спа) — французский протестантский (кальвинистский) учёный-филолог, гуманист, экономист, преподаватель и научный писатель бургундского происхождения; издатель и комментатор сочинений древних авторов.

## Биография
Родился в знатной бургундской семье, его отец был советником парламента в Дижоне. Начальное образование получил дома, в 16-летнем возрасте был отправлен в Париж, где изучал философию, юриспруденцию и филологию, с 1606 года продолжил образование в Гейдельбергском университете, специализируясь на классической филологии, где отрёкся от католической веры (идеями протестантизма заинтересовался ещё в Париже, кроме того, протестанткой была его мать) и где получил возможность изучать древние рукописи в крупнейших германских библиотеках. По возвращении в Бургундию в 1610 году на некоторое время принял пост, ранее занимаемый его отцом, но вскоре лишился его из-за своего вероисповедания и подвергался преследованиям иезуитов. В 1623 году женился на знатной протестантке. Вскоре, по-прежнему преследуемый, отправился в добровольное изгнание, жил некоторое время в Оксфорде, Падуе и Болонье, а в 1631 году стал профессором в университете Лейдена в Нидерландах. В 1640 году ненадолго вернулся во Францию, где сначала Ришельё, затем Мазарини пытались склонить его к возвращению на родину, но безуспешно.
В 1649 году написал «Defensio regia pro Carola I» («Королевская защита от имени Карла I», которая вызвала знаменитый ответ Мильтона «Defensio pro populo anglicano» («Защита английского народа»; 1650). Отстаивая против Сомеза свободу как прирождённое достояние народов и вытекающее отсюда право народа судить и казнить тиранов, Мильтон в своём ответе клеймил его как «тунеядца», получившего «плату Иуды». Эта полемика привела к серьёзной ссоре Сомеза с его друзьями-республиканцами в Голландии, что побудило его принять приглашение шведской королевы Кристины; но в Стокгольме он пробыл лишь около года (пользовавшись, правда, высокой репутацией) и в 1651 году вернулся в Лейден по просьбе университетских коллег. На обратном пути из Швеции его здоровье серьёзно ухудшилось. Скончался в 1653 году в Спа, куда отправился вместе с женой для лечения. Королева Кристина занималась организацией его похорон и взяла на воспитание его третьего ребёнка.

## Изданные труды

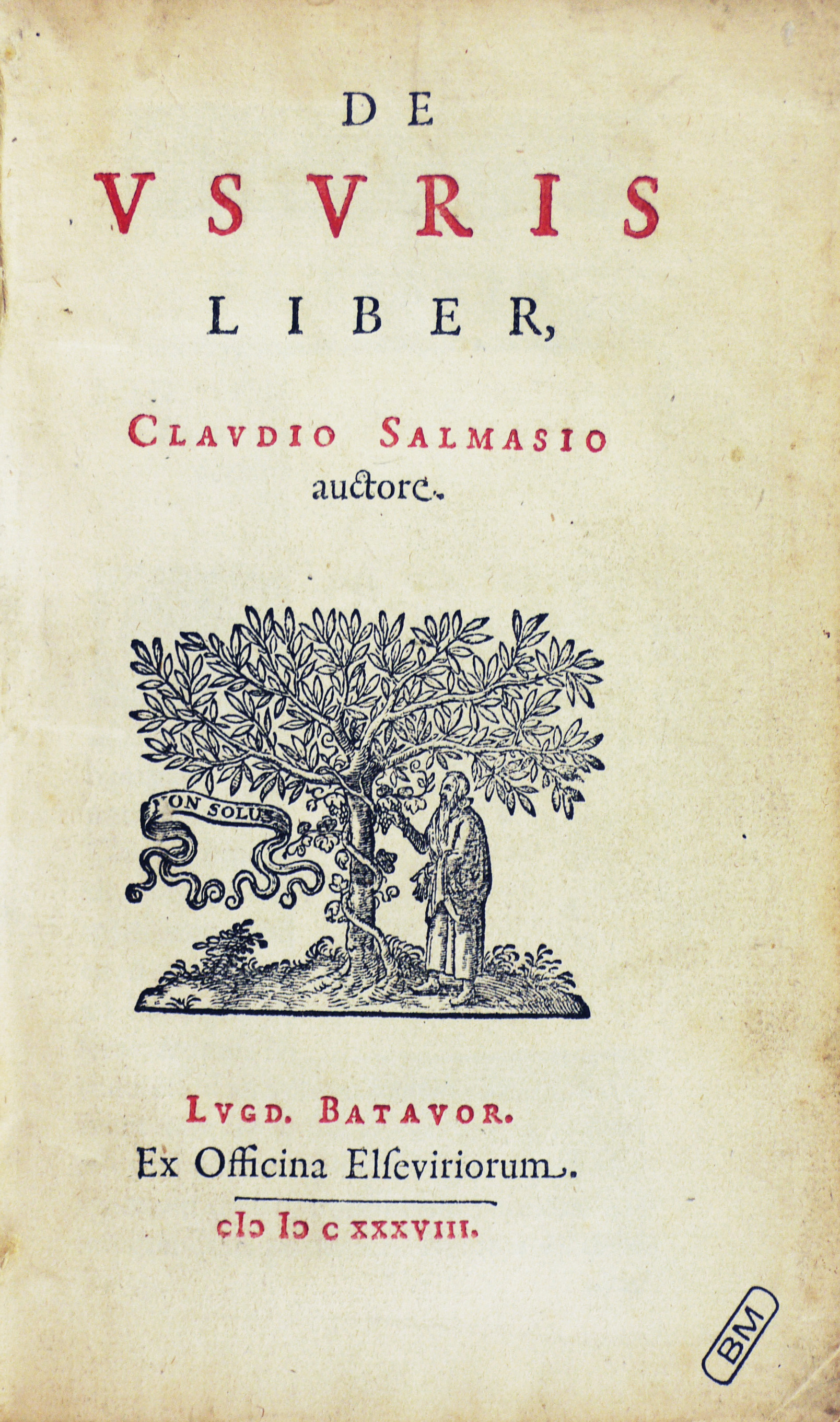
De usuris, 1638.

Важнейший из филологических трудов Сомеза (писал он на латыни) — «Plinianae exercitationes in Solinum» (Париж, 1629; Утрехт, 1689). Другие историко-филологические труды: «De suburbicariis regionibus» (Пар., 1619), «De lingua hellenistica» (Лейден, 1643), «Funus linguae hellenisticae» (Лейден, 1643), «Observationes ad jus atticum et romanum» (Лейден, 1645), «De annis climactericis et antiqua astrologia» (Лейден, 1648), издал нескольких древних авторов.
Первостепенное значение для своего времени имели его труды по учению о займе и росте: «De usuris» (Лейден, 1638), «De modo usurarum» (т. же, 1639), «De re nummaria» (там же, 1639), «De foenore Trapezitico» (там же, 1640), «De mutuo» (там же, 1648), к которым примыкает ряд полемических трудов по тем же вопросам, как, например, «Diatriba de mutuo, mutuum non esse alienationem» (Лейден, 1640, появилось под псевдонимом Alexius à Massalia) и другие. Он первым выступил с научной критикой канонического запрета взимания процентов, указывая в том числе, что запрет этот, всецело построенный на Ветхом Завете, не имеет за собой канонических оснований. Подвергнув тщательному изучению историю роста в древности и в эпоху Реформации, доказывал, что ссужаемый капитал представляет собою товар, подобный всем другим товарам, и что размер процента складывается под влиянием тех же факторов, которыми определяются товарные цены, в том числе — под влиянием свободы конкуренции. В своей аргументации исходил из приравнивания займа к договору найма. Учение Сомеза долго господствовало не только в Голландии, но и в других торговых странах.

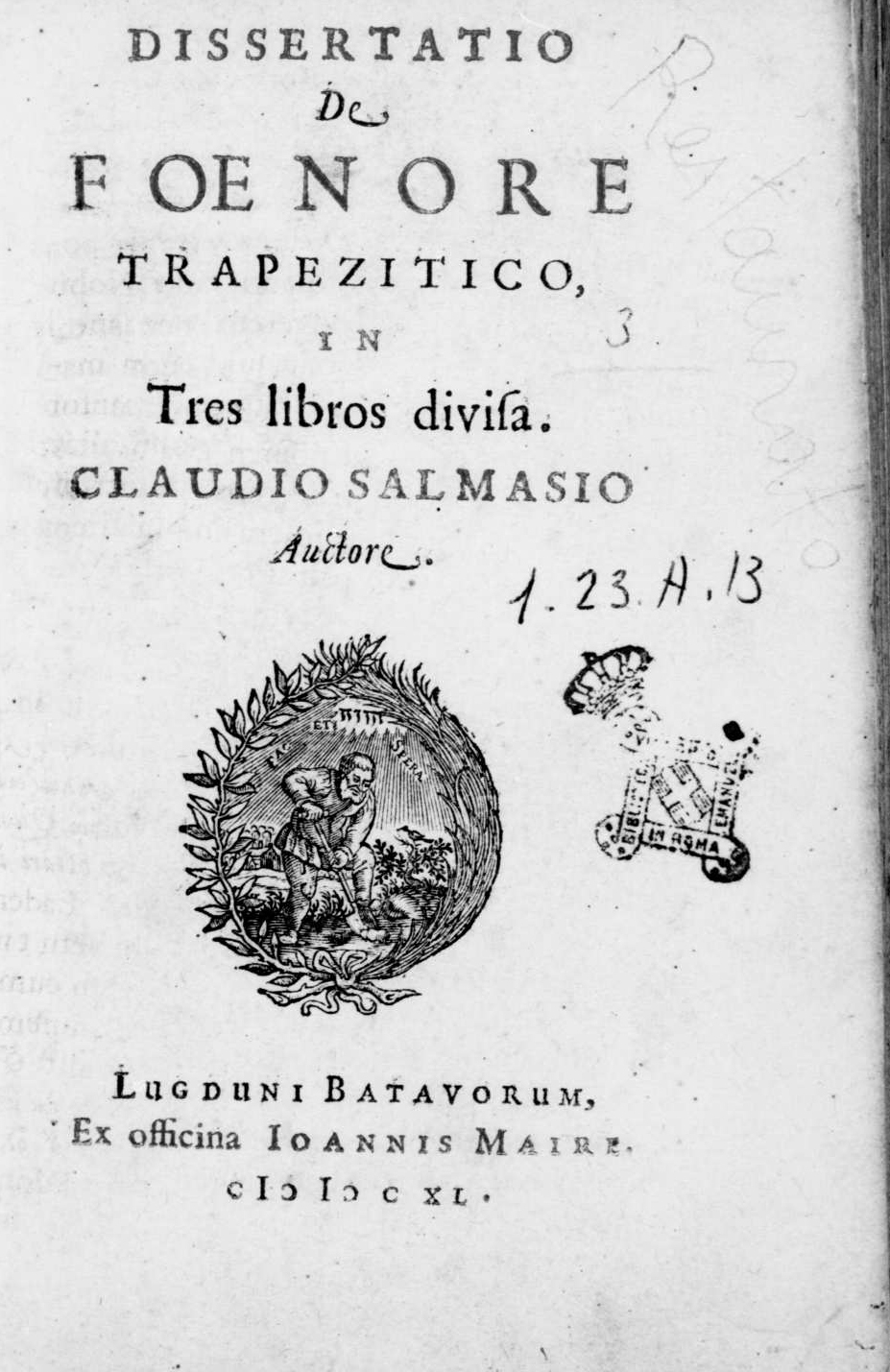
Dissertatio de foenore trapezitico, 1640

## Источник
- Сальмазий, Клавдий // Энциклопедический словарь Брокгауза и Ефрона : в 86 т. (82 т. и 4 доп.). — СПб., 1890—1907.